# بخش شجاپور
بخش شجاپور (به انگلیسی: Shajapur district) یک منطقهٔ مسکونی در هند است که در Ujjain division واقع شده‌است. بخش شجاپور ۳٬۴۶۰ کیلومتر مربع مساحت و ۹۴۱٬۴۰۳ نفر جمعیت دارد.